# Чемпіонат світу з дзюдо 2018
Чемпіонат світу з дзюдо 2018  пройшов у Баку, Азербайджан з 20 по 27 вересня 2018 року.

## Медальний залік
| Місце   | Країна               | Золото | Срібло | Бронза | Загалом |
| ------- | -------------------- | ------ | ------ | ------ | ------- |
| 1       | Японія               | 8      | 5      | 4      | 17      |
| 2       | Південна Корея       | 2      | 0      | 2      | 4       |
| 3       | Франція              | 1      | 2      | 2      | 5       |
| 4       | Грузія               | 1      | 1      | 1      | 3       |
| 5       | Іран                 | 1      | 0      | 1      | 2       |
| 5       | Україна              | 1      | 0      | 1      | 2       |
| 7       | Іспанія              | 1      | 0      | 0      | 1       |
| 8       | Куба                 | 0      | 2      | 0      | 2       |
| 9       | Росія                | 0      | 1      | 3      | 4       |
| 10      | Нідерланди           | 0      | 1      | 2      | 3       |
| 11      | Азербайджан          | 0      | 1      | 1      | 2       |
| 11      | Казахстан            | 0      | 1      | 1      | 2       |
| 13      | Велика Британія      | 0      | 1      | 0      | 1       |
| 14      | Монголія             | 0      | 0      | 3      | 3       |
| 15      | Туреччина            | 0      | 0      | 2      | 2       |
| 16      | Аргентина            | 0      | 0      | 1      | 1       |
| 16      | Боснія і Герцеговина | 0      | 0      | 1      | 1       |
| 16      | Бразилія             | 0      | 0      | 1      | 1       |
| 16      | Канада               | 0      | 0      | 1      | 1       |
| 16      | Колумбія             | 0      | 0      | 1      | 1       |
| 16      | Німеччина            | 0      | 0      | 1      | 1       |
| 16      | Словенія             | 0      | 0      | 1      | 1       |
| Загалом | Загалом              | 15     | 15     | 30     | 60      |

## Змагання

### Чоловіки
| Змагання     | Золото                | Срібло              | Бронза                      |
| ------------ | --------------------- | ------------------- | --------------------------- |
| До 60 кг     | Наохіса Такато        | Роберт Мшшвідобадзе | Рюджю Наґаяма               |
| До 60 кг     | Наохіса Такато        | Роберт Мшшвідобадзе | Аміран Папінашвілі          |
| До 66 кг     | Хіфумі Абе            | Єрлан Серікжанов    | Ан Ба Ул                    |
| До 66 кг     | Хіфумі Абе            | Єрлан Серікжанов    | Георгій Зантарая            |
| До 73 кг     | Ан Чанг Рім           | Соїчі Хашімото      | Мохаммад Мохаммаді          |
| До 73 кг     | Ан Чанг Рім           | Соїчі Хашімото      | Хідаят Гейдаров             |
| До 81 кг     | Саїд Моллаеї          | Сотаро Фудзівара    | Александр Віцерзак          |
| До 81 кг     | Саїд Моллаеї          | Сотаро Фудзівара    | Ведат Албайрак              |
| До 90 кг     | Ніколоз Шеразадішвілі | Іван Феліпе Сілва   | Кента Нагасава              |
| До 90 кг     | Ніколоз Шеразадішвілі | Іван Феліпе Сілва   | Аксель Крельже              |
| До 100 кг    | Чо Гу Хам             | Варлам Ліпартеліані | Ніяз Ільясов                |
| До 100 кг    | Чо Гу Хам             | Варлам Ліпартеліані | Лхагвасуренгійн Отгонбаатар |
| Понад 100 кг | Гурам Тушішвілі       | Ушангі Кокаурі      | Хісайосі Харасава           |
| Понад 100 кг | Гурам Тушішвілі       | Ушангі Кокаурі      | Олзійбаярин Дуренбаяр       |

### Жінки
| Змагання    | Золото            | Срібло            | Бронза               |
| ----------- | ----------------- | ----------------- | -------------------- |
| До 48 кг    | Дар'я Білодід     | Фуна Тонакі       | Паула Парето         |
| До 48 кг    | Дар'я Білодід     | Фуна Тонакі       | Отгонцецег Галбадрах |
| До 52 кг    | Ута Абе           | Аі Шішіме         | Еріка Міранда        |
| До 52 кг    | Ута Абе           | Аі Шішіме         | Амандін Бюшар        |
| До 57 кг    | Цукаса Йосіда     | Некода Сміт-Девіс | Кріста Деґучі        |
| До 57 кг    | Цукаса Йосіда     | Некода Сміт-Девіс | Доржсуренгійн Сум'яа |
| До 63 кг    | Кларісс Агбеньєну | Міку Тасіро       | Тіна Трстеняк        |
| До 63 кг    | Кларісс Агбеньєну | Міку Тасіро       | Юул Франссен         |
| До 70 кг    | Тідзуру Арай      | Марі-Їв Гайє      | Йоко Оно             |
| До 70 кг    | Тідзуру Арай      | Марі-Їв Гайє      | Юрі Альвеар          |
| До 78 кг    | Сорі Хамада       | Гюше Стенхюйс     | Мархінде Веркерк     |
| До 78 кг    | Сорі Хамада       | Гюше Стенхюйс     | Олексанра Бабінцева  |
| Понад 78 кг | Сара Асахіна      | Ідаліс Ортіс      | Лариса Церич         |
| Понад 78 кг | Сара Асахіна      | Ідаліс Ортіс      | Кайра Саїт           |

### Змішана команда
| Змагання | Золото | Срібло | Бронза |
| -------- | --- | --- | --- |
| Команда  | Японія Тідзуру Арай Сара Асахіна Харасава Хісайосі Соїчі Хашімото Шоічіро Мукай Кента Нагасава Юсей Огава Йоко Оно Акіра Соне Момо Тамаокі Цукаса Йосіда Агата Тутсакава | Франція Кларісс Агбеньєну Бенджамін Аксус Гійом Шен Аксель Клерже Орельєн Дьєсс Марі-Їв Гайє Пріссіла Ньєто Александр Іддір Сіріль Маре Анна Фатумата М'Беро Елен Ресево Одрі Тшемео | Росія Каміла Бадурова Ксенія Чібісова Анджела Гаспарян Наталія Голомідова Денис Ярцев Михайло Ігольніков Хусен Халмурзаєв Анастасія Конкіна Муса Могушков Олена Прокопенко Інал Тосоєв Казбек Занкішієв                            |
| Команда  | Японія Тідзуру Арай Сара Асахіна Харасава Хісайосі Соїчі Хашімото Шоічіро Мукай Кента Нагасава Юсей Огава Йоко Оно Акіра Соне Момо Тамаокі Цукаса Йосіда Агата Тутсакава | Франція Кларісс Агбеньєну Бенджамін Аксус Гійом Шен Аксель Клерже Орельєн Дьєсс Марі-Їв Гайє Пріссіла Ньєто Александр Іддір Сіріль Маре Анна Фатумата М'Беро Елен Ресево Одрі Тшемео | Команда Кореї Ан Ба Ул Ан Чанг Рім Ах Чжон Сун Чо Гу Хам Чой Ін Гук Квак Дон Хан Хан Мі Джін Джеон Хей Джін Кім Чоль Гван Кім Джі Джон Кім Джі Су Кім Джі А Кім Мін Джон Кім Мін Джо Квон Юн Джон Квон Сун Йон Лі Соу Со Лі Ху Сун |